# Пожутица
Пожутица (лат. Agaricus abruptibulbus) је прворазредна јестива гљива која се може наћи у шумама, поред смрче, бора, а има их и у белогоричним (листопадним) шумама. Расте од маја до јула и од септембра до октобра.

## Клобук
Клобук пожутице је величине од 6 до 11 cm. Облик клобука је у младости јајолик, у облику полулопте. Ниже је испупчен, али ипак доста висок. Ивица клобука је подврнута, са прилеглим или висећим пахуљама. Беле је боје, према темену црвенкаст, а на притисак постаје жут. Површинска кожица се лако скида. Тјеме може испуцати на више делова.

## Листићи
Листићи су у односу на јарак густи и слободни. У једној фази су прво сивкасти, затим сиви са нијансама розе, а касније смеђ. Оштрица је светлија.

## Отрусина
Отрусина пожутице је чоколадно-смеђе боје.

## Стручак
Стручак је од 7 до 12 и од 1 до 2,3 cm. Одозго надоле је ужи, а при дну је спљоштена обрубљена булба. Код старијих гљива булба постаје коса или непотпуна. У основи је беле боје, а на притисак пожути. Засторак, као и прстен има два горња слоја

## Месо
Месо пожутице је у клобуку дебље од 1 центиметар, већином око 1,3 cm. Месо пожутице је укусно, слатко, беле боје. На пресеку се може уочити свилени сјај

## Хемијске реакције
Од хемијских реакција има NH3. Она је по кожици и месу негативна. KOH је негативна.

## Микроскопија
Код микроскопије, споре не сазревају у исто доба, тако да се код исте јединке оне нађу у различитим нијансама боја.

## Сличне врсте
Пожутица се често меша са гљивом сличног изгледа, шумским анис-шампињоном (lat. Agaricus silvicola).